# پلیموث (نبراسکا)
پلیمت(به انگلیسی: Plymouth) شهری در ایالت نبراسکا کشور ایالات متحده آمریکا است که جمعیت آن در سرشماری سال ۲۰۱۰ میلادی، ۴۰۹ نفر بوده‌است.